# Poskrzypka liliowa
Poskrzypka liliowa (Lilioceris lilii) – gatunek chrząszcza z rodziny stonkowatych.
Ciało długości od 6 do 8 mm, czarne z wyjątkiem czerwonych przedplecza i pokryw. Głowa o płaskich guzkach czołowych, w tyle bruzdowato przewężona. Złapany wydaje charakterystyczne piszczące dźwięki pocierając odwłokiem o pokrywy.

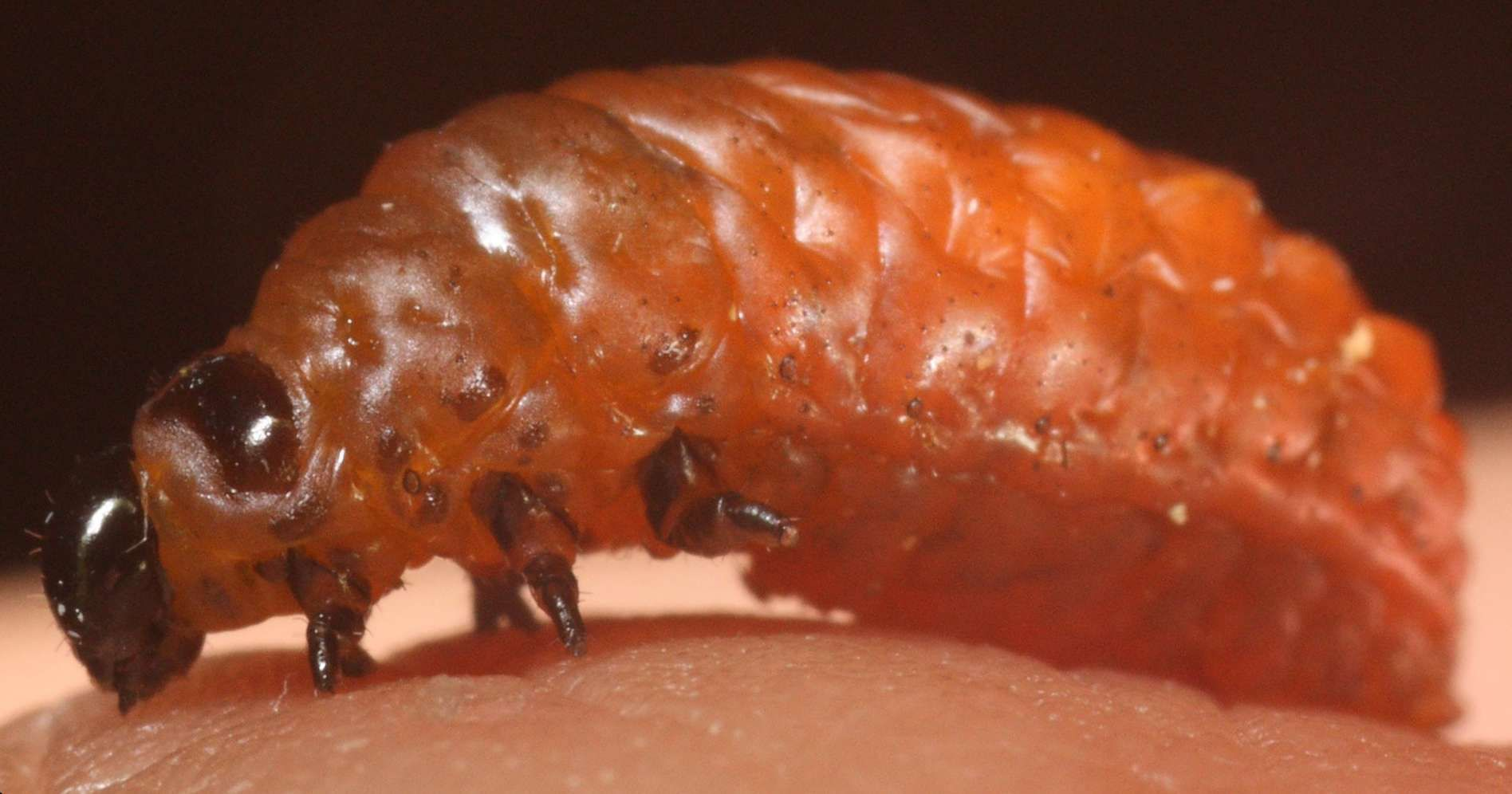
Larwa

Owad ten żeruje na konwalii majowej, kokoryczce wielokwiatowej, lilii złotogłów, innych liliach i szachownicach. Samica składa jaja pojedynczo lub grupkami, od maja do lipca, a rozwój zarodkowy trwa od 6 do 12 dni. Larwy okryte są otoczką śluzowo-kałową. Przepoczwarczają się w glebie. Dorosłe zimują w ściółce.
Gatunek rozprzestrzeniony w Europie, północnej Afryce i Azji Północnej (Syberia Zachodnia). Podawany też z Ameryki Północnej. W Polsce pospolity od kwietnia do czerwca, pojawiać się może już w marcu, a niekiedy w październiku spotkać można drugie pokolenie.